# Ricardo Ezzati
Ricardo Ezzati Andrello, S.D.B. (Campiglia dei Berici, Vicenza, Italia, 7 de enero de 1942) es un sacerdote salesiano ítalo-chileno, arzobispo emérito de la Arquidiócesis de Santiago de Chile. Durante el consistorio del 22 de febrero de 2014, fue creado cardenal por el papa Francisco.
Actualmente está siendo investigado por encubrimiento en abusos sexuales realizados por sacerdotes en Chile. El Papa Francisco aceptó la renuncia del cardenal Ezzati, por límite de edad, como Arzobispo de Santiago de Chile el 23 de marzo de 2019, designando a Celestino Aós Braco, O.F.M. como administrador apostólico, quien a la postre fue nombrado arzobispo de Santiago de Chile el 27 de diciembre de 2019.

## Biografía

### Primeros años y formación
Cursó la enseñanza básica en la Escuela Comunal de Campiglia dei Berici y la enseñanza media en el Colegio Salesiano de Penango, en la provincia de Asti. En 1959 llegó a Chile e ingresó al noviciado de la Congregación Salesiana, ubicado en Quilpué. Allí, el 31 de enero de 1961 emitió la primera profesión como religioso salesiano. 
Estudió filosofía y pedagogía en el Instituto de la Congregación, afiliado a la Universidad Católica de Valparaíso. Desde 1964 a 1966 enseñó en el Liceo Camilo Ortúzar Montt, de Santiago. Posteriormente estudió teología en la Universidad Pontificia Salesiana, en Roma, titulándose como "Licenciado en Sagrada Teología". Luego estudió en la Universidad de Estrasburgo, Francia, donde obtuvo el título de máster en "Pedagogía Religiosa". Es, además, profesor de Estado, titulado en la Pontificia Universidad Católica de Valparaíso.

### Sacerdocio
En 1966, emitió la Profesión Perpetua como religioso salesiano y fue ordenado sacerdote el 18 de marzo de 1970.
En 1971 y 1972, desarrolló su misión pastoral en Valdivia, donde fue responsable de la pastoral del Instituto Salesiano. Entre 1973 y 1977, vivió en Concepción, donde fue superior de la Comunidad Salesiana, siendo el profesor jefe y rector del Colegio Salesiano de esa ciudad. En 1978, regresó a Santiago, donde permaneció hasta 1983. En este periodo, fue director del Seminario Mayor de la congregación, consejero provincial, profesor de "Pastoral Fundamental" en la Facultad de Teología de la Pontificia Universidad Católica de Chile, y miembro y director del Centro de Estudios y Experiencias Catequísticas (CERC).

## Episcopado

### Obispo de Valdivia
El 28 de junio de 1996, el Papa Juan Pablo II lo nombró Obispo de Valdivia, y ordenado en esa ciudad el 8 de septiembre del mismo año, por el cardenal Carlos Oviedo, con la participación de casi todos los obispos de la Conferencia Episcopal de Chile. Eligió como lema episcopal la frase "Para evangelizar". En su administración en la Diócesis de Valdivia continuó el desarrollo de entidades sociales. En 1998 le tocó consagrar la Catedral, que había sido destruida en el terremoto de 1960. 
En abril de 1997 fue elegido presidente del Área de Educación y de la Comisión Episcopal de Seminarios. En noviembre del mismo año, en la Ciudad del Vaticano, participó en la Asamblea Especial del Sínodo de los obispos para América. Posteriormente, fue nombrado miembro del Departamento de Vida Consagrada del Consejo Episcopal Latinoamericano (CELAM). En enero de 2004, la Confederación Interamericana de Educación Católica le otorgó la Distinción "Jesús Maestro".[cita requerida]

### Obispo Auxiliar de Santiago
Fue obispo auxiliar de la Arquidiócesis de Santiago entre 2001 y 2006. 

### Arzobispo de Concepción
El papa Benedicto XVI lo designa Arzobispo de la Santísima Concepción y Gran Canciller de la Universidad Católica de la Santísima Concepción.
El 24 de abril de 2006, la presidenta Michelle Bachelet, con acuerdo del Congreso Nacional, promulgó la Ley N.º 20.100, que le otorgó la nacionalidad chilena por gracia especial. La misma presidenta lo nombró miembro del Consejo Asesor Presidencial para la Calidad de la Educación.
En septiembre de 2010, a petición del gobierno de Sebastián Piñera, se sumó como mediador entre el gobierno y la vocera de los presos mapuches a la mesa de diálogo en relación con las demanda de estos por la aplicación de la Ley Antiterrorista, en la cual logró llegar a un acuerdo que depuso el conflicto de la huelga de hambre de los presos de dicha etnia.

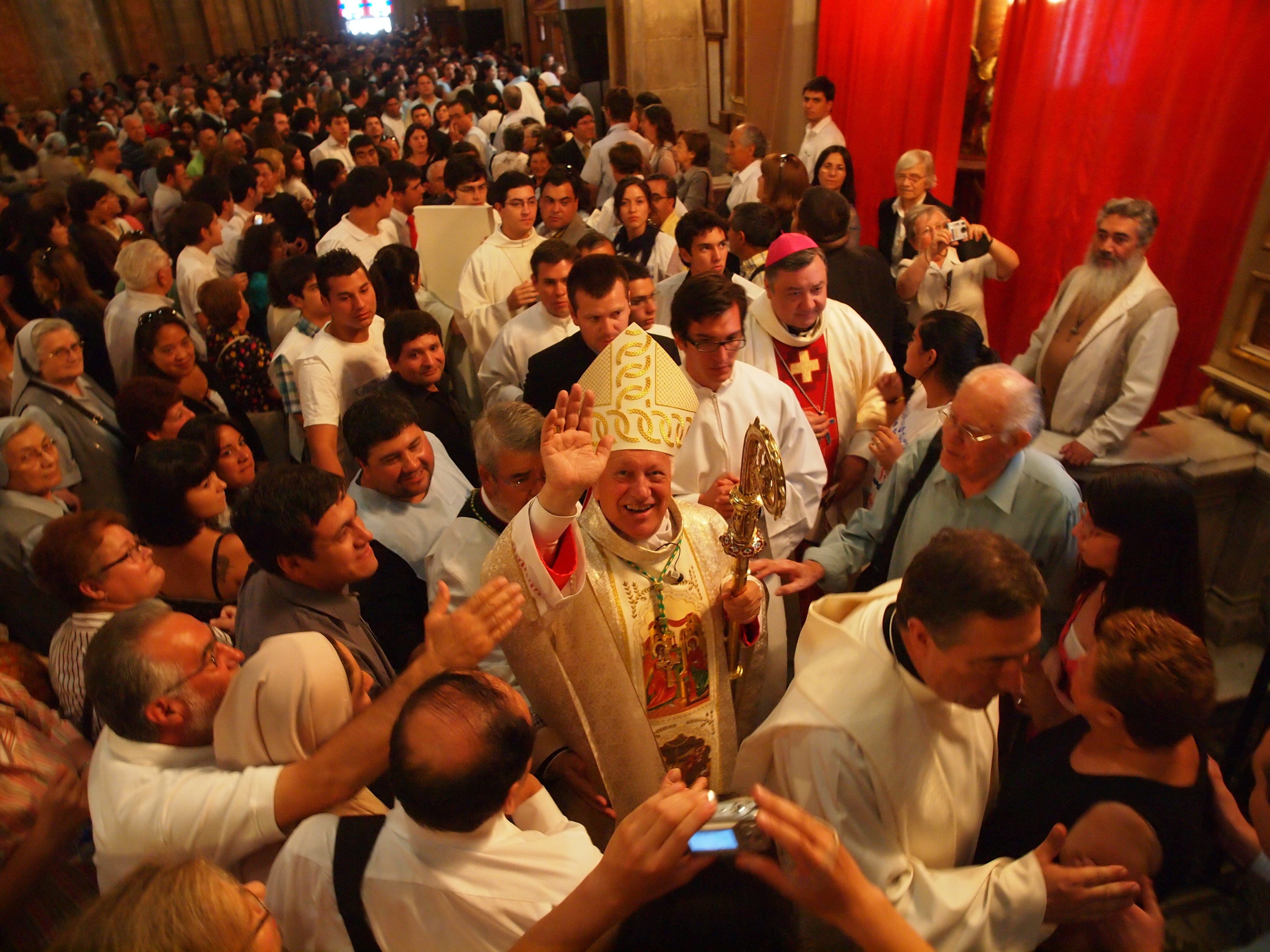
Ricardo Ezzati saluda a los fieles después de su misa de instalación como arzobispo de Santiago.

El viernes 19 de noviembre de 2010, los obispos del país lo eligieron presidente de la Conferencia Episcopal de Chile, en sucesión de monseñor Alejandro Goic, por un periodo de tres años.

### Arzobispo de Santiago
El 15 de diciembre de 2010, la Nunciatura Apostólica en Chile informó que monseñor Ezzati había sido nombrado por el papa Benedicto XVI como arzobispo Metropolitano de Santiago de Chile, sucediendo al cardenal Francisco Javier Errázuriz Ossa, debido a que este último había cumplido con el límite de edad que indica el Código de Derecho Canónico.
Monseñor Ricardo Ezzati tomó posesión de su cargo en la arquidiócesis de Santiago el 15 de enero de 2011, en una misa celebrada en la Catedral Metropolitana de Santiago. Al inicio de la misa fue proclamada la bula papal en la que se le nombró arzobispo. Luego, el cardenal Errázuriz le cedió su lugar en la sede entregándole el báculo, signo del pastor. Recibió el palio arzobispal de manos de Benedicto XVI el 29 de junio de 2011 en la Basílica de San Pedro.

#### Cardenalato
Fue creado cardenal por el papa Francisco en el consistorio celebrado el 22 de febrero de 2014, asignándole el título de Santísimo Redentor en Val Melaina.

## Controversias
En un artículo del cuerpo de reportajes del diario El Mercurio correspondiente al domingo 4 de marzo de 2012, Ezzati es criticado por su no creación cardenalicia, debido a que no llevaba el mínimo de dos años, en el cargo de arzobispo de Santiago. Esto se debe a que el papa Benedicto XVI no quiere aumentar el número de cardenales electores, fijándolos en 120, según la doctrina Ratzinger autoimpuesta desde 2005. Sin embargo, tras su proclamación cardenalicia, y mucho antes de la misma, las víctimas del padre Karadima hablaron en su contra, así como de su antecesor en el cargo episcopal metropolitano, calificándolo como encubridor. 
A raíz de los abusos cometidos por personas pertenecientes a la Iglesia Católica, de los cuales manifestó su desconocimiento total, en el parlamento chileno diputados del Frente Amplio evalúan la posibilidad de quitarle la nacionalidad chilena anteriormente concedida por gracia. En julio de 2018 el fiscal regional de O'Higgins, Emiliano Arias, citó a Ezzati para declarar como imputado por encubrir casos de abusos sexuales a menores en la iglesia chilena.

## Sucesión
| Predecesor: Alejandro Jiménez Lafeble                  | Obispo de Valdivia 28 de junio de 1996 - 10 de julio de 2001                                                                           | Sucesor: Ignacio Ducasse Medina   |
| Predecesor: Nuevo Título                               | Obispo Titular de La Imperial y Obispo Auxiliar de la Arquidiócesis de Santiago de Chile 10 de julio de 2001 - 27 de diciembre de 2006 | Sucesor: Pedro Ossandón Buljevic  |
| Predecesor: Antonio Moreno Casamitjana                 | Arzobispo de Concepción 27 de diciembre de 2006 - 15 de diciembre de 2010                                                              | Sucesor: Fernando Chomalí Garib   |
| Predecesor: Antonio Moreno Casamitjana                 | Gran Canciller de la Universidad Católica de la Santísima Concepción 2006 - 2010                                                       | Sucesor: Fernando Chomalí Garib   |
| Predecesor: Alejandro Goic                             | Presidente de la Conferencia Episcopal de Chile 2010 - 2016                                                                            | Sucesor: Santiago Silva Retamales |
| Predecesor: Francisco Javier Errázuriz Ossa, I.S.P.Sch | Arzobispo de Santiago de Chile 15 de diciembre de 2010 - 23 de marzo de 2019                                                           | Sucesor: Celestino Aós Braco      |
| Predecesor: Francisco Javier Errázuriz Ossa, I.S.P.Sch | Gran Canciller de la Pontificia Universidad Católica de Chile 2011                                                                     | Sucesor: Celestino Aós Braco      |
| Predecesor: Ersilio Tonini                             | Cardenal Presbítero de Santísimo Redentor 22 de febrero de 2014                                                                        | Sucesor: En el Cargo              |